# 科洛里纳
科洛里纳（義大利語：Colorina），是意大利松德里奥省的一个市镇。总面积17平方公里，人口1497人，人口密度88.1人/平方公里（2009年）。国家统计（ISTAT）代码为014023。